# Ingrid van Houten-Groeneveld
Ingrid van Houten-Groeneveld (Berlijn, 21 oktober 1921 – Oegstgeest, 30 maart 2015) was een Nederlandse astronome.
Samen met haar man Kees van Houten en Tom Gehrels staat ze bekend als de ontdekker van 4000 tot 6000 nieuwe planetoïden in het zonnestelsel gedurende de jaren 50, 60 en 70. Geen enkele andere astronoom ter wereld heeft ooit eigenhandig zoveel planetoïden ontdekt. De Belgische sterrenkundige Eric W. Elst komt met 3.861 genummerde ontdekkingen per 5 januari 2015 nog het dichtst in de buurt.
Haar belangrijkste werk deed ze vanuit de Sterrewacht Leiden. Hier bestudeerde ze foto’s die Gehrels gemaakt had in het Palomar-observatorium in de hoop nieuwe planetoïden te ontdekken.
De planetoïde 1674 Groeneveld is naar haar vernoemd.
Zij overleed in 2015 op 93-jarige leeftijd.
- Gemeinsame Normdatei: 117014230
- International Standard Name Identifier: 0000 0000 1832 3036
- Nationale Bibliotheek van Tsjechië: mub2015880195
- Virtual International Authority File: 315524530
- WorldCat: E39PBJdmhqkgm4f7r9mPPF7bVC